# Thalictrum virgatum
Thalictrum virgatum är en ranunkelväxtart som beskrevs av Joseph Dalton Hooker och Thomson. Thalictrum virgatum ingår i släktet rutor, och familjen ranunkelväxter. Inga underarter finns listade i Catalogue of Life.